# جلالپور
جلالپور (به انگلیسی: Jalalpore) یک منطقهٔ مسکونی در هند است که در Jalalpore Taluka واقع شده‌است. جلالپور ۵ کیلومتر مربع مساحت و ۱۶٬۲۴۶ نفر جمعیت دارد.